# Scrobipalpa montanella
Scrobipalpa montanella is een vlinder uit de familie tastermotten (Gelechiidae). De wetenschappelijke naam is voor het eerst geldig gepubliceerd in 1910 door Chretien.
De soort komt voor in Europa.